# 14 Водолея
14 Водолея (лат. 14 Aquarii), IW Водолея (лат. IW Aquarii), HD 202466 — двойная звезда в созвездии Водолея на расстоянии приблизительно 1 180 световых лет (около 362 парсеков) от Солнца. Видимая звёздная величина звезды — от +6,54m до +6,47m.

## Характеристики
Первый компонент — красный гигант, пульсирующая полуправильная переменная звезда типа SRB (SRB) спектрального класса M4III: или M2/3III. Масса — около 2,9 солнечных, радиус — около 179 солнечных. Эффективная температура — около 3700 К.
Второй компонент удалён на 0,3 угловых секунды.